# راندل دي أوكامبو
راندل دي أوكامبو (بالتاغالوغية: Ranidel de Ocampo) مواليد 8 ديسمبر 1981 في كاويته، الفلبين، هو لاعب كرة سلة فلبيني. بدأ مسيرته الاحترافية في سنة 2004. يلعب مع تي إن تي كاتروبا في الرابطة الفلبينية لكرة السلة. يحمل الرقم 33. يبلغ طوله 6 قدم 6 بوصة (2.0 م). مثّل منتخب بلاده. حقق المركز الثاني في بطولة أمم آسيا لكرة السلة 2013. لعب مع باراكو بول إنرجي وتي إن تي كاتروبا.

## الميداليات
| الميدالية | المسابقة                       |
| --------- | ------------------------------ |
| فضية      | بطولة أمم آسيا لكرة السلة 2013 |

## روابط خارجية
- راندل دي أوكامبو على موقع الاتحاد الدولي لكرة السلة (الإنجليزية)
- راندل دي أوكامبو على موقع كرة السلة الأوروبية.كوم (الإنجليزية)
- راندل دي أوكامبو على موقع ريلجم (الإنجليزية)
- راندل دي أوكامبو على موقع بروبوليرز (الإنجليزية)
- راندل دي أوكامبو على موقع سبورتس رفرنس (الإنجليزية)